# Суспільство
Суспільство — названа організована сукупність людей на певному етапі історичного розвитку, об'єднаних характерними для них відносинами.
Суспільство — самодостатня соціальна система, основою якої є взаємні стосунки людей, що складаються в процесі реалізації особистих потреб кожного. Взаємини людей у межах суспільства називають соціальними. Крім окремих людей членами суспільства є їхні об'єднання: спільноти, громади, товариства та співтовариства, асоціації, союзи тощо. Окремим видом суспільства є людство — спільнота всіх людей.
Крім спільного для всіх суспільства — людства, розрізняють окремі суспільства, здебільшого за територіальними або культурними ознаками. Кожне таке окреме суспільство має власні культурні та історичні надбання, суспільні норми та настанови. У кожному суспільстві є власні суб'єкти соціального спілкування — особа, сім'я, клас, група, нація, держава, президент та інші. Основними складниками, що визначають суспільство, є власність, праця та сім'я.
Дослідження суспільства — царина суспільних наук, особливо філософії, соціології та антропології, для яких судження суспільство — основоположна категорія.
Термін суспільство іноді заміняють запозиченим з латинської мови словом соціум. Відповідно, прикметник соціальний у багатьох контекстах синонімічний прикметнику суспільний.
Символіка спільноти — на прикладі значення символіки Українського суспільства «Група Марадонія»  англ. Maradonia Group:
1. Орел з розпростертими крилами символізує силу, свободу та гордість. Це також може уособлювати готовність до захисту та дії.
2. Меч в лапі орла с символом сили та готовності до боротьби. Це означає рішучість та готовність захищати свої інтереси.
3. Блискавки в іншій лапі орла можуть символізувати швидкість, енергію та рішучість. Це може вказувати на швидке та рішуче реагування на виклики.
4. Чорне Сонце (оберіг) - має захисні властивості від негативної енергії та допомогає осягнути істину.
З таких речей та деталей створюється символіка яка дуже важлива та саме суспільство становится більш сучаснішим та найбільш ефективним в маркетингу.

## Історія дослідження суспільства
Перші уявлення про суспільство, як систему співжиття людей формувались з найдавніших часів розвитку інтелектуальної культури людства[джерело?]. Великий внесок у визначення суспільства внесли стародавні мислителі, китайський філософ Конфуцій, античні мислителі Платон та Арістотель, їхні учні й послідовники[джерело?]. У теоретично-філософській уяві стародавніх мислителів суспільство у буквальному розумінні цього слова ототожнювалося з державою. Аристотель вбачав людину, як політичну, або державну істоту. Закономірності розвитку суспільства і держави ототожнювалися[джерело?].
На відміну від мислителів античності філософи середньовіччя запримітили різницю між соціумом і державою, але приховували це в релігійних містифікаціях[джерело?]. Нікколо Макіавеллі був одним з перших, хто визначив державу, як одну із складових соціуму, ширшого і фундаментальнішого утворення. Мислителі пізнього Середньовіччя в дослідженні суспільства продовжували приділяти велику увагу державі, її підрозділам і структурам[джерело?]. Перші уявлення про суспільство та його дослідження, як специфічного утворення і форми людського співжиття були несміливими і непослідовними[джерело?]. Про головний об'єкт — соціум як цілісну систему — соціальна філософія могла сказати надзвичайно мало[джерело?]. Багато авторів новітньої історії, навіть не спробували більш-менш серйозним чином прояснити собі природу елементарних явищ соціального, не кажучи вже про його внутрішню природу і сутність[джерело?].
В епоху Просвітництва виникла теорія суспільного договору, за якою окремі люди, утворюючи суспільство, поступаються частиною своїх інтересів та суверенних природних прав для загального добра. Її формуванню сприяв поступ у юриспруденції, яка сформулювала концепцію природного права[джерело?]. Освічений абсолютизм
У XIX столітті зародилися соціологія та антропологія. Засновник соціології Оґюст Конт ставив перед собою мету зробити дослідження суспільства позитивною наукою. Водночас на XIX століття припадає період творчості основоположників історичного матеріалізму Карла Маркса та Фрідріха Енгельса. Вони вказали на антагоністичний характер сучасного їм суспільства й запровадили ідею класової боротьби, що, на їхню думку, врешті-решт приведе до встановлення неантагоністичного комуністичного суспільства. Марксизм став впливовою ідеологією, що значною мірою сформувала історію XX та XXI століть.
Пошук теоретичних моделей, які б адекватно відтворювали природу і сутність соціального, історію його розвитку і механізми функціонування, триває і досі[джерело?]. Є ряд наукових концепцій, які описують історичний розвиток суспільства[джерело?]. Однією з них (але не єдиною) є хвильова концепція Тофлера, за якою історичні суспільства поділяються на три хвилі: аграрну, індустріальну, постіндустріальну.
Футурологія намагається на основі аналізу суспільних явищ передбачити тенденції майбутнього розвитку суспільства. Серед прогнозів розвитку людського суспільства існує концепція майбутнього інформаційного суспільства, основою якого гіпотетично буде єдиний глобальний інформаційний простір.

## Ознаки суспільства
Соціологи неодноразово намагалися збагнути сутність поняття «суспільство», вияснити характерні риси, що відрізняють його від інших соціальних груп та спільнот: громади, колективу, роду, товариства, співтовариства тощо. Дві такі спроби наведено нижче:

### за Едвардом Шилзом
Американський соціолог Едвард Шилз виділяє такі критерії спільноти, які необхідні для того, щоб вважати її суспільством:
- спільнота не входить в жодні об'єднання, які роблять її частиною більшої системи;
- шлюби укладаються між членами спільноти;
- спільнота має цілісну територію, яку вважає власною;
- поповнюється здебільшого за рахунок дітей тих людей, які вже є визнаними представниками спільноти;
- спільнота має спільну систему управління;
- спільнота має власну назву та власну історію;
- існування спільноти є довшим від середньої тривалості життя окремого індивіда;
- у спільноти існує специфічна культура — спільна система цінностей, що забезпечує згоду між її членами.

Найголовнішими для Шилза виступають три з перелічених ознак — спільна система управління, спільна територія і спільна культура.

### за Маршем
У 1967 році Р. Марш [хто?] намагався визначити умови, за яких соціальне об'єднання слід вважати суспільством:
- Постійна територія — наприклад, держава в своїх суверенних кордонах;
- Поповнення суспільства головним чином завдяки народженню дітей, хоча імміграція також відіграє деяку роль в цьому;
- Високорозвинена культура — моделі культури можуть бути досить різноманітними, щоб задовольнити всі потреби суспільного життя;
- Політична незалежність — суспільство не є підсистемою або частиною якоїсь іншої системи, тому колоніальні суспільства типу Бельгійського Конго до отримання незалежності, не можна було вважати такими.

 
Автор цієї класифікації визнавав неповноту та дискусійний характер своїх критеріїв.

## Еволюція суспільства
Суспільство — динамічна система, воно неперервно змінюється[джерело?]. Впродовж історії людства суспільство розвивалося завдяки ускладненню суспільних зв'язків та соціальної структури, поділу праці, стратифікації[джерело?].
Існують прообрази суспільства у тварин — стадо та зграя[джерело?]. Чим складнішою стає ментальна організація кожної людини у суспільстві, тим складнішим стає суспільство[джерело?]. Велику роль у цьому процесі відіграє держава через створення правових механізмів, організації систем навчання та виховання[джерело?]. Проте виникнення суспільства передувало виникненню національних держав, суспільство існувало й у часи, коли не було державних кордонів, і племена вільно кочували з місця на місце[джерело?].
Через значні зміни стосунків між людьми у суспільстві, культури і чисельності і складу населення суспільство у межах однієї територіальної громади змінюється також[джерело?]. Наприклад, українське суспільство XIX століття значно відрізняється від українського суспільства радянської епохи, яке в свою чергу відрізняється від українського суспільства часів незалежності[джерело?].

### Стадії розвитку людського суспільства
Західна соціологія зазвичай виділяє доіндустріальну, індустріальну та постіндустріальну історичні стадії людського суспільства[джерело?], класифікуючи їх за основним способом виробництва. Доіндустріальне суспільство зазвичай аграрне, в ньому переважає сільське господарство. Соціолог Герхард Ленскі виділяв й інші типи суспільства, наприклад, риболовне, пастуше тощо[джерело?]. До винайдення людством рільництва і тваринництва, тобто до неолітичної революції, основними способами добування їжі в людей були мисливство й збирання. Мисливці-збирачі теж мали своє суспільство із своєю культурою.
В індустріальному суспільстві, що склалося після промислової революції, основним типом діяльності людей стало промислове виробництво. Відповідно, змінилася частка робітників у загальному складі населення, зросла роль капіталу.
Думку про те, що на зміну індустріальному суспільству прийшло постіндустріальне, висловив американський соціолог Деніел Белл. У постіндустріальному суспільстві основним видом виробництва стає виробництво послуг, зростає роль знань та освіти, а в складі трудового населення починають домінувати фахівці. Аналогічні процеси описував Елвін Тоффлер у своїй книзі «Третя хвиля».

## Структура та стратифікація
Тільки найпростіші суспільства не мають розвиненої соціальної структури[джерело?]. Але навіть у них є вікові групи, що мають свої ролі в рудиментарному поділі праці, а також сім'ї, роди, родини, племена тощо[джерело?]. У межах вікових груп усі індивідуальні члени простого суспільства мають однакові права й однаковий соціальний статус[джерело?]. Із розвитком суспільства виникає нерівність і розвивається стратифікація[джерело?]. Суспільство набуває складної структури[джерело?].
Соціологи різних шкіл кладуть в основу класифікації суспільних стратифікацій різні критерії[джерело?]. У марксизмі, наприклад, таким критерієм є виробничі відносини і, відповідно, суспільно-економічні формації[джерело?]. Суспільства розбиваються на безкласові (неантагоністичні) і класові (антагоністичні)[джерело?]. До безкласових суспільств належать первісне суспільство та майбутнє гіпотетичне комуністичне суспільство[джерело?]. Класові суспільства змінюють одне одного зі зміною ладу — рабовласницьке, феодальне, капіталістичне (буржуазне), соціалістичне[джерело?]. У рабовласницькому суспільстві основні соціальні класи — рабовласники й раби, у феодальному — феодали (поміщики) і селянство, у капіталістичному — капіталісти й робітники, у соціалістичному — робітники й селянство[джерело?]. (Суперечність між містом і селом, робітниками й селянством, проголошується рушійною силою соціалістичного суспільства, але водночас зазначається, що ця суперечність неантагоністична[джерело?].)
Західні соціологи, наприклад Макс Вебер та П'єр Бурдьє теж використовують поняття соціального класу, хоча вкладають у нього дещо інше значення, ніж марксизм[джерело?]. Стратифікація суспільства за Вебером використовує три фактори: клас, статус і влада. Бурдьє, виділяючи класи, враховував не тільки відношення до власності на засоби виробництва, але й такі фактори як габітус (поведінкова матриця) та усвідомленість себе як класу.
Популярним підходом до соціальної стратифікації в західному суспільстві є розбиття суспільства за майновим принципом (майно не тотожне власності) на верстви, які теж називають класами. Виділяються вищий клас (білі комірці), середній клас та нижчий клас (сині комірці).
Окремі історичні типи суспільств мають особливі стратифікації, закріплені легально чи культурою відповідного суспільства. Так, у становому суспільстві, типовому для доіндустріальної Європи, існували соціальні стани з різними юридичними правами: наприклад, у Франції — дворянство, духівництво і третій стан. В Індії існувала й існує досі, хоча заборонена законом, кастова система — поділ людей на варни.

## Закрите та відкрите суспільство
Суспільство — група людей, формально не організована, але яка має спільні інтереси і цінності. Поняття відкритого і закритого суспільства були введені Карлом Поппером для опису культурно-історичних і політичних систем, характерних для різних суспільств на різних етапах їх розвитку.
Закрите суспільство — за Поппером — тип суспільства, що характеризується статичною соціальною структурою, обмеженою мобільністю, нездатністю до інновацій, традиціоналізмом, догматичною авторитарною ідеологією (має місце система, коли більшість членів суспільства охоче приймають ті цінності, які їм призначені, звичайно це тоталітарне суспільство).
Відкрите суспільство — за Поппером — тип суспільства, який характеризується динамічною соціальною структурою, високою мобільністю, здатністю до інновацій, вільною критикою, індивідуалізмом і демократичною плюралістичною ідеологією (тут людині надається можливість самій обирати світоглядні, моральні цінності. Відсутня державна ідеологія, а на рівні конституції закріплюються принципи духовної свободи, які людина реально використовує. Тобто, сама намагається знайти основні цінності).
Закрите суспільство схильне до спеціалізації, а відкрите — до творчості.
У відкритому суспільстві кожен учасник відповідальний за своє життя і дбає переважно про себе, при цьому в суспільстві поважається право на приватну власність і особисту гідність. У закритому суспільстві «святий обов'язок» — піклуватися про інших, а приватна власність — справа сумнівна (негожа) або навіть злочинна, негідна.
Примітки:
- Вищенаведені міркування про типи закритого і відкритого суспільства можуть бути справедливі лише для суспільств у розмірі держави. Якщо людина у відкритому суспільстві, на відміну від закритого знаходить самостійно основні цінності, то вона може потім співіснувати з іншими однодумцями, які з нею також утворюють суспільство, яке може мати єдині цінності, але яке не можна за цією ознакою віднести до закритого.
- Існують загальнолюдські цінності, єдині для всього людства, інакше б його не можна було назвати людським суспільством.

Функціонування та розвиток соціальної системи обов'язково передбачає змінюваність поколінь людей і, отже, соціальне наслідування — члени суспільства передають від покоління до покоління знання і культуру. Див. «освіта» і «соціалізація».

## Громадянське суспільство
Наприкінці 20 ст. і на початку 21 століття широко дискутується ідея громадянського суспільства, як системи недержавних і некомерційних інститутів, яка забезпечує самоорганізацію та розвиток населення. За цією концепцією організації та товариства громадян держави формують базис реального суспільства, який, незалежно від політичної системи, доповнює функції виконавчих структур держави.

## Економічні цілі суспільства
Економічні цілі суспільства — комплекс потреб та вимог національного суспільства[джерело?].
Жодна нація або група націй не може повністю досягнути своїх цілей[джерело?]. Ця неспроможність виникає з непослідовності та конфліктів цілей як на національному, так і на міжнародному рівнях та з неадекватності інструментів політики[джерело?]. Виникають конфлікти між приватними і національними цілями, між внутрішніми та зовнішніми тощо[джерело?]. Пом'якшити такі конфлікти та знайти можливість задоволення першочергових, значущих цілей і є завданням економічної політики[джерело?].

## Концепції розвитку людського суспільства
Глобальна концепція людського розвитку історично й логічно виникла на базі теорії людського капіталу й стала одним з найкращих досягнень людської цивілізації[джерело?]. На відміну від теорії людського капіталу, яка доводить економічну доцільність удосконалення людини саме як чинника виробництва, концепція людського розвитку виходить з первинної самоцінності розвитку людини, з того, що виробництво існує заради розвитку людей, а не люди — заради розвитку виробництва[джерело?]. Гуманітарна, філософська концепція людського розвитку ґрунтується на соціально-економічних показниках, а запропонований Програмою розвитку ООН (ПРООН) індекс людського розвитку визнаний у всьому світі як інтегральний показник стану соціально-економічного розвитку країни, що відображає досконалість соціально-трудових відносин.
Базовим принципом концепції людського розвитку є не постійне надання підтримки знедоленим людям, а забезпечення випереджувальних заходів з недопущення зубожіння, безробіття, втрати здоров'я тощо шляхом стимулювання розвитку людей, підвищення їхньої ролі у суспільстві, розширення можливостей вибору способу життя, можливостей прийняття рішень щодо своєї долі, але водночас і посилення відповідальності за прийняте рішення та його виконання[джерело?].
Отже, вибір орієнтованого на людський розвиток типу економічного зростання вимагає своєрідного перелому в поглядах на співвідношення економічного та соціального аспектів розвитку[джерело?]. У традиційному трактуванні соціальний аспект вважався похідним від економічного, людський розвиток — залишковим додатком до економічного, причому у традиціях переважно індустріального розуміння економічного добробуту та могутності[джерело?]. Але інформаційна революція вже відкрила новий, постіндустріальний образ економічної моделі побудови суспільства, в якому економічна могутність створюється та примножується переважно за рахунок творчої інноваційної праці — управління інформаційними потоками, створення високих технологій тощо[джерело?]. Це передбачає обов'язковою умовою високу трудову мотивацію та безперервний розвиток людей, а відповідно — постійне зростання людських потреб і цінностей та можливостей їх задовольняти[джерело?].
У розвинутих країнах визнання продуктивної природи вкладень у людський розвиток має своїм наслідком збалансоване співвідношення економічної та соціальної складових суспільного прогресу, соціально орієнтовану економіку, високі темпи розвитку з «людським обличчям»[джерело?]. Динамічний приріст валового внутрішнього продукту сам по собі вже не відображає високої якості розвитку, і саме тому міжнародні організації, зокрема ООН і Міжнародний Банк реконструкції та розвитку, переконливо рекомендують використовувати індекс людського розвитку, в якому комбінуються соціальні і економічні параметри.